# NEE-01 Pegaso
NEE-01 Pegaso ist der erste ecuadorianische Satellit.

## Aufbau
NEE-01 Pegaso wurde von der ecuadorianischen Raumfahrtorganisation EXA ohne ausländische Hilfe gebaut. Es handelt sich um einen Satelliten der 1U-Cubesat-Klasse. Es sind verschiedene Kameras an Bord, mit denen unter anderem auch SSTV-Videos aufgenommen und zur Erde gesendet werden.

## Missionsverlauf
Pegaso wurde zusammen mit Gaofen 1 sowie den Sekundärnutzlasten TurkSat-3USat und CubeBug-1 am 26. April 2013 mit einer Langer Marsch 2D vom Kosmodrom Jiuquan ins All gestartet. Nachdem sich der Satellit genügend stabilisiert hatte, konnten die Solarzellen-Ausleger ausgeklappt und der Sender aktiviert werden. Ein deutscher Funkamateur empfing die ersten Signale des Satelliten, ab 16. Mai wurden auch Bilder der Erde übertragen.
Am 23. Mai 2013 kam Pegaso in der Umlaufbahn den Überresten einer russischen Rakete zu nahe. Obwohl eine direkte Kollision nicht stattfand, wurde Pegaso wohl peripher von einem Trümmerstück getroffen und geriet in eine unkontrollierte Taumelbewegung, so dass eine Kommunikation mit der Bodenstation nicht mehr möglich ist.
Der Schwestersatellit NEE-02 Krysaor wurde am 21. November ins All gebracht.